# Богдана (Келераш)
Богдана (рум. Bogdana) — село у повіті Келераш в Румунії. Входить до складу комуни Драгош-Воде.
Село розташоване на відстані 82 км на схід від Бухареста, 29 км на північний захід від Келераші, 122 км на захід від Констанци, 131 км на південний захід від Галаца.

## Населення
За даними перепису населення 2002 року у селі проживала 301 особа, усі — румуни. Усі жителі села рідною мовою назвали румунську.